# Сидар-Крик (приток Литл-Кановы)
Сидар-Крик (англ. Cedar Creek) — река в США, в центральной части штата Западная Виргиния. Приток реки Литл-Канова, которая, в свою очередь, является притоком реки Огайо. Составляет около 51 км в длину; площадь водосборного бассейна — 210 км².
Берёт начало в 1,6 км к западу от Флатвудс в округе Брэкстон и течёт преимущественно в северо-западном направлении, в округ Гилмер. Впадает в реку Литл-Канова в 8 км к западу от города Гленвилл. Примерно 90,5 % территории бассейна реки занимают леса; 9,2 % территории занимают пастбища и сельскохозяйственные угодья.